# Marco Masini
Marco Masini (Florença, Itália,18 de setembro de 1964 (60 anos)) é um cantautor italiano. 
Masini foi o campeão do Festival de Sanremo 2004, um dos mais importantes shows musicais do mundo realizado pelos organizadores do Eurovision Song Contest. Nascido na mesma cidade de Leonardo da Vinci, Marco Masini é considerado um dos maiores cantores de todos os tempos e suas canções possuem uma característica própria do ídolo azzurro que dá alma com sua voz as mais belas melodias do Rock moderno Italiano. Sempre foi apaixonado pela música clássica porém teve que lutar para conseguir gravadora no início de sua carreira. Já cantou em vários lugares, desde Roma, Nova York e Moscou. É o ex vocalista da Banda “Errata Corrige”. No ínicio dos anos de 1980, Masini conheceu Umberto Tozzi e ficou responsável por fazer o arranjo musical da canção "Immensamente" para Umberto Tozzi que se tornou um de seus maiores sucessos na época (Tozzi foi o responsável por inspirar diversas bandas pelo mundo, como foi o caso da banda brasileira Eva que tem o mesmo nome de um de seus sucessos que inspirou Ivete Sangalo no Brasil entre tantos outros nomes da música mundial que foram inspirados por suas canções como é o caso de Laura Branigan, Emanuel, Los Kuatreros del sur, Deborah Blando, e Monte Serrate Caballè que também usou suas canções). Tornou-se popular em todo mundo por seu jeito extravagante de cantar melodias de amor. É um dos cantores mais populares da Europa e um ícone da cultura Italiana e da Sony Music.

## Sanremo1991
Em 1991, Marco Masini vence o Festival de Sanremo em terceiro lugar com a canção Perché lo fai (Porque farás) que se tornaria um grande sucesso nos Estados Unidos na voz da cantora Dee Dee Bridgewater. Masini ganhou grande notoriedade e influenciou diversos cantores da época como Laura Pausini, Paolo Vallesi e Raf.

## Sanremo2004
Em 2004, Marco Masini vence o primeiro premio do festival de Sanremo. Após retornar de sua viagem aos Estados Unidos, lança o que seria um dos seus maiores sucessos de todos os tempos, L'uomo volante (O homem voador), que entre os críticos da media seria seu maior sucesso ficando na primeira posição por 6 meses seguidos nas rádios de toda Itália e entre as 10 mais tocadas da Europa.

## San Remo 2015
Em 2015 após ter firmado o compromisso com a Sony Music International, Marco Masini confirma sua participação em um dos maiores eventos musicais do mundo e lança seu CD Álbum, Che Giorno è? (Que dia é?) ficando na Sexta posição, o concurso abriria a oportunidade para entrar no Grande Festival do Eurovision da música Européia. Após o fim do San Remo Marco Masini lança sua Turner por toda Itália.

## San Remo 2017
De 7 à 11 de Fevereiro Marco Masini participará de um dos maiores grammy's musicais da Europa, o Festival de San Remo, do qual o mesmo já havia sido campeão por duas vezes, uma na categoria jovem em 1991 e na categoria adulta em 2004. O Evento abre as portas para outro dos maiores Grammy's Europeu, o Festival do Eurovision que será sediado em Kiev (Ucrania). Após o San Remo Marco Masini lançará uma turne por toda Europa cantando seus maiores sucessos e os sucessos do seu novo álbum 2017 ''Spostato di un secondo'' que será lançado no dia 10 de fevereiro de 2017.